# Jan Rosen

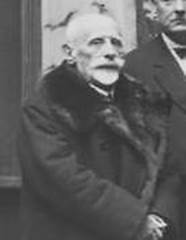
Jan Rosen (1928, chi tiết từ một ảnh tập thể)

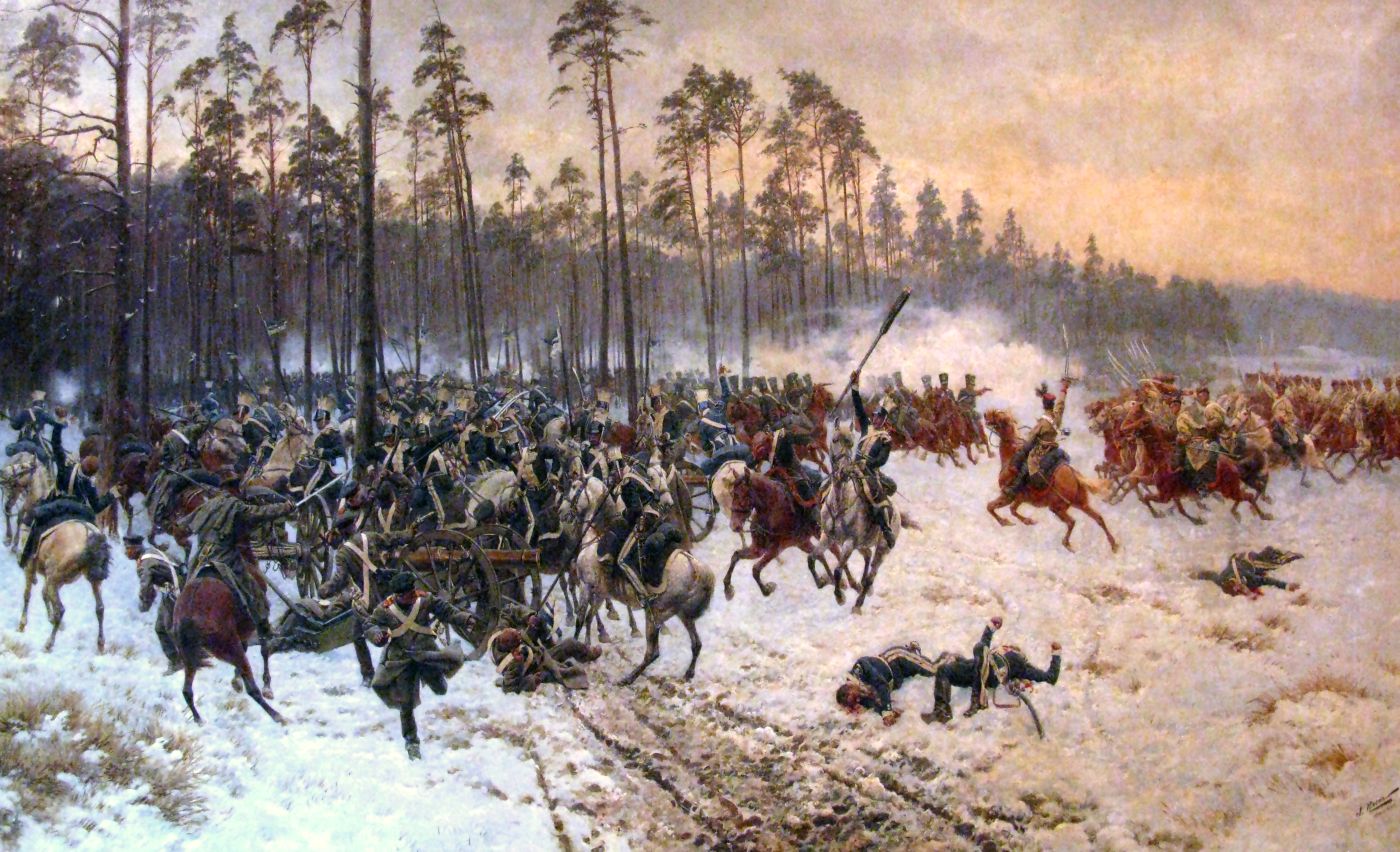
Trận Stoczek

Jan Bogumił Rosen (sinh ngày 16 tháng 10 năm 1854 tại Warsaw - mất ngày 8 tháng 11 năm 1936 tại Warsaw) là một họa sĩ người Ba Lan gốc Do Thái. Ông nổi tiếng với các bức tranh vẽ các trận chiến. Con trai của ông là họa sĩ bích họa và thợ khảm Jan Henryk de Rosen.

## Tiểu sử
Jan Bogumił Rosen sinh ra trong một gia đình người Do Thái giàu có đã cải sang đạo Calvin. Sau này, ông theo đạo Luther. Cũng như nhiều họa sĩ khác, ông sớm bộc lộ năng khiếu hội họa. Thầy dạy vẽ đầu tiên của ông là họa sĩ Franciszek Kostrzewski.
Từ năm 1872 đến năm 1875, Jan Bogumił Rosen học tại Học viện Mỹ thuật, Munich và cũng theo học lớp dạy tư của họa sĩ chuyên vẽ về chiến tranh Józef Brandt. Trong bốn năm tiếp theo, ông theo học tại Académie des Beaux-Arts ở Paris, làm học trò của Jean-Léon Gérôme và Isidore Pils.
Sau đó, Jan Bogumił Rosen lần lượt sống ở Munich, Paris và Lausanne. Khi có vợ và con trai mới sinh phải nuôi dưỡng, ông quyết định định cư ở Nga vào năm 1891. Tại đây, ông được trở thành họa sĩ cung đình cho Alexander III sau khi Sa hoàng mua bức tranh Công tước Konstantin Pavlovich đang xem xét kỵ binh Ba Lan của ông. Jan Bogumił Rosen thực hiện một chuyến đi đến Bắc Phi vào năm 1907 và đến Scandinavia vào năm 1908. Mãi đến năm 1921, sau Chiến tranh Liên Xô-Ba Lan, ông mới trở lại Ba Lan.